# Peter Bond
Peter Bond (* 29. Oktober 1952 in Świętochłowice, Polen, als Piotr Kiełbasa) ist ein deutscher Schauspieler und Fernsehmoderator. Seinen Künstlernamen wählte er, da er zum einen ein Fan des Filmhelden James Bond ist und zum anderen „Bond“ die Abkürzung des Nachnamens seiner Großmutter ist, der Bondowska lautete.

## Künstlerische Laufbahn
Peter Bond, der auch ausgebildeter Sänger ist, wirkte als Schauspieler in zahlreichen Fernsehproduktionen mit, darunter bei der ZDF-Serie Hoffmann & Cupovic, Am Ufer der Dämmerung, Der Western leuchtete, Aktenzeichen XY … ungelöst und in der Daily Soap Gute Zeiten, schlechte Zeiten. In den 1970er und frühen 1980er Jahren war Bond in Erotik- und Pornofilmen zu sehen.
Ab 1988 moderierte Bond die tägliche Gameshow Glücksrad im wöchentlichen Wechsel mit Frederic Meisner auf Sat.1. Beim Wechsel der Show 1998 zum Sender kabel eins wurde Bond als Moderator nicht mit übernommen. Von 1994 bis 1996 präsentierte er zusammen mit Frederic Meisner Die goldene Schlagerparade.
In der von 1999 bis 2003 produzierten ZDF-Gerichtsshow Streit um drei spielte Bond in einer Episode mit.
2002 wirkte er als Hauptdarsteller im Spielfilm Der Kandidat mit. In dieser satirischen Pseudo-Doku wird er von einer PR-Agentur erfolgreich zum Kanzlerkandidaten gemacht. Der Kandidat hat darin kein Programm, dafür aber viel Charisma.
Im Januar 2009 nahm Bond an der Fernsehshow Ich bin ein Star – Holt mich hier raus! (RTL) teil.
Im Sommer 2013 übernahm Bond beim Piraten-Open-Air in Grevesmühlen die Rolle des Gouverneurs Woodes Rogers. Im Sommer 2015 übernahm Bond nach einem Jahr Auszeit die Rolle Capt’n Benjamin Hornigold beim Piraten-Open-Air in dem Stück Sturm über den Caymans.
Im September 2013 erschien Bonds erster Roman Milla, ein Erotikroman.
Im Sommer 2015 nahm er an der Sendung Ich bin ein Star – Lasst mich wieder rein! teil und kämpfte mit 26 anderen Kandidaten um einen Platz im Dschungelcamp 2016.
Im Jahr 2016 nahm er an der 148. Ausgabe der ARD-Quizsendung Wer weiß denn sowas? teil, in der er an der Seite von Teamkapitän Bernhard Hoëcker spielte.

## Politische Laufbahn
Peter Bond war politisch aktiv und engagierte sich für die FDP. 2002 kandidierte er für den Deutschen Bundestag im Bundestagswahlkreis Wismar – Nordwestmecklenburg – Parchim. Er errang 7060 der Erststimmen, was 4,7 % der gültigen Stimmen entsprach.
Das Magazin Titanic fingierte 2002 einen Wahlkampfstand der FDP mit fingierten Plakaten. Eines dieser Plakate zeigte in einer Fotomontage die nackte FDP-Generalsekretärin Cornelia Pieper in den Armen Peter Bonds und trug die Unterschrift „FDP – die (liberale) SpaSSpartei“ (in Runenform).
Von der im Februar 2016 in Dortmund gegründeten Partei Demokratische Bürger Deutschland wurde er bei der Gründung des DBD-Landesverbandes Saar in Püttlingen am 15. September 2016 zum stellvertretenden Landesvorsitzenden gewählt. Laut Eigenangaben wollte er sich unter seinem Geburtsnamen Peter Kielbassa für eine „Politik vom Bürger für den Bürger“ einsetzen.

## Sonstiges
2006 meldete Bond Privatinsolvenz an.
2019 gab er seine Parkinson-Krankheit bekannt.
Im Februar 2025 war Bond in einem Autounfall verwickelt, wobei er aus seinem Auto geschleudert und schwer verletzt wurde. 
Außerdem offenbarte er, dass er 4 Jahre zuvor nach einer Herzoperation einen Schlaganfall erlitt und seitdem beruflich stark eingeschränkt ist.

## Singles
- 1992: Ich schau dich nur an (alles ist möglich) / Wenn du gehst

## Filmografie (Auswahl)
- 1972: Intime Liebschaften
- 1979: Lauras Gelüste
- 1979: Worksex
- 1980: Intimes Lustgeflüster
- 1981–1989: Aktenzeichen XY … ungelöst (9 Folgen)
- 1982: Der Westen leuchtet
- 1983: Supergirls for Love
- 1999: Dr. Stefan Frank – Der Arzt, dem die Frauen vertrauen – Nachbarschaftsliebe
- 2002–2008: Der Alte (6 Folgen)
- 2004–2007: Siska (3 Folgen)

## Auszeichnungen
- 1991: Bambi